# Alyssa Campanella
Alyssa Marie Campanella (Manalapan, 21 marzo 1990) è una modella statunitense incoronata Miss USA 2011.
In precedenza era inoltre stata la seconda classificata a Miss Teen USA 2007 e Miss California 2011.

## Biografia
Alyssa Campanella, di origini italiane, nell'ottobre 2006 è stata incoronata Miss New Jersey Teen 2007, e ha quindi rappresentato lo stato del New Jersey in occasione di Miss Teen USA 2007, dove si è classificata al secondo posto, dietro alla vincitrice Hilary Cruz del Colorado.
Alyssa Campanella ha in seguito partecipato due volte a Miss New Jersey, classificandosi alla seconda posizione nel 2008 e nella top 15 nel 2009.
Il 21 novembre 2010 prende parte a Miss California, ottenendo la vittoria del titolo. È la prima Miss New Jersey Teen a rappresentare la California a Miss USA dal 1998, anno in cui la stessa cosa accadde a Shauna Gambill. La Campanella ha quindi partecipato a Miss USA, come una delle maggiori favorite al titolo.
Il 19 giugno 2011 Alyssa Campanella ha vinto il titolo di Miss USA a Las Vegas, in Nevada. In qualità di detentrice del titolo di Miss USA 2011, la modella ha partecipato a Miss Universo 2011 a settembre, in rappresentanza degli Stati Uniti d'America. In occasione del concorso, Alyssa Campanella è riuscita a classificarsi fra le prime sedici finaliste. Nel 2012 inoltre è stata ospite del programma Miss USA 2012 ed è stata madrina alla mostra del cinema Tribeca Festival. Nel 2013 ha condotto il programma tv Vip Beauty.

### Vita privata
Nel 2010 ha iniziato una relazione con l'attore canadese Torrance Coombs. La coppia si è sposata il 2 aprile 2016 a Santa Ynez (California).
Nell'aprile 2019 la coppia ha annunciato la separazione.